# Май-Дніпрович Дмитро Артемович
Дмитро Артемович Майборода (псевдонім — Дмитро Май-Дніпрович; нар. 24 лютого 1895,Черкаси — пом. 4 січня 1930, Тирасполь) — український поет. Справжнє прізвище — Майборода. Член Всеукраїнської спілки пролетарських письменників.

## Життєпис
Народ. 24 лютого 1895 р. у Черкасах, закінчив двокласну школу.
Працював спочатку на залізниці, потім на шахтах Донбасу (з 1924 р.). Згодом працював у балтській районній газеті «Народна трибуна». У 1928 р. почав працювати у редакції газети «Червоний плугатар» (Тирасполь). Починав своїй літературні виступи в літературному часописі "Зоря", що став виходити в Катеринославі 1925 року. (Свідчення першого редактора часопису Івана Ткачука - "Зоря". 1930. - № 2. - С. 23).
Помер 4 січня 1930 р. у м. Тирасполі (Молдавія).

## Творчість
Автор поетичної збірки «Залізний тон» (1928), поеми «Грабарі» (1929).

## Твори
- Май Дніпрович. Рірарі (поезії) // Журнал «Металеві дні», 1930, № 1. — с. 38-42[недоступне посилання з липня 2019]
- Май-Дніпрович. Нової ери день // Харків: Червоний шлях, 1927. — № 1. — С. 128
- Май-Дніпрович. Поема Завтрього // там же, 1927. — № 4. — С. 5-9
- Май-Дніпрович. Поетам; В саду // там же, 1927. — № 9/10. — С. 39-40
- Май-Дніпрович. Залізний сонет. У степу // там же, 1928. — № 7. — С. 39-40
- Май-Дніпрович. Урожай // там же, 1930. — № 2. — С. 40-43

## Інтернет-ресурси
- Проект УКРАЇНЦІ В СВІТІ [Архівовано 3 грудня 2013 у Wayback Machine.]
- Май Дніпрович (некролог) // Журнал «Металеві дні», 1930, № 1. — с. 36[недоступне посилання з липня 2019], автор Лесь Гомін
- Май-Дніпрович Дмитро Артемович // Українська Літературна Енциклопедія. — К., 1995. — Т. 3: К-Н. — С 250-267  [Архівовано 23 травня 2018 у Wayback Machine.] Ізборник

| Тарас Шевченко | Це незавершена стаття про українського поета або поетесу. Ви можете допомогти проєкту, виправивши або дописавши її. |